# Aaron Royle
Aaron Royle (26 de janeiro de 1990) é um triatleta profissional australiano.

## Carreira

### Rio 2016
Aaron Royle competiu na Rio 2016, ficando em 9º lugar com o tempo de 1:46.42.